# Mark Alban Lotz
Mark Alban Lotz (Tübingen, 12 juni 1963) is een Duitse jazzfluitist.

## Biografie
Mark Alban Lotz is de zoon van jazzhistoricus Rainer Lotz. Hij groeide op in Berlijn, Thailand en Oeganda, voordat hij naar het Konrad-Adenauer-Gymnasium in Bonn-Bad Godesberg ging tot hij in 1983 afstudeerde. Gedurende deze tijd nam hij fluitlessen bij Michael Heupel. Na het voltooien van zijn militaire dienstplicht studeerde hij tot 1986 eerst etnologie en musicologie in Berlijn en studeerde jazzfluit bij Ferdinand Povel aan het Hilversums Conservatorium tot 1991. Hij nam ook privélessen bij James Newton en Hubert Laws. Daarna volgde een studie klassieke muziek aan de Amsterdamse Hogeschool voor de Kunsten bij Jos Zwaanenburg.
Sinds 1988 leidt hij het Albanism Quartet (met Michiel Borstlap), met wie hij in 1989 de finale bereikte op het jazzconcours in Karlsbad. Sinds de jaren 1990 werkt hij in het Nederlandse jazzcircuit o.a. met Gijs Hendriks, Tjitze Vogel en Meinrad Kneer. Met klarinettist Maarten Ornstein en drummer Stefan Kruger richtte hij in 1991 zijn ensemble Lotz of Music op, dat vandaag (2016) nog steeds bestaat. In 1994 bracht Laika Records zijn eerste album Puasong Daffriek uit, in 1995 nam hij de muziek op voor Rolf Orthels documentaire Antarctica - a Ticket to Eternity. Sinds 1997 heeft Lotz cross-overs geïnitieerd met Cubaanse, Moldavische, West-Afrikaanse, Turkse en Indiase muziek en werkte hij met beeldende kunst, noisiVision met Elselien van der Graaf en videokunst (VJ Soundshadow). Vanaf 2002 kreeg hij compositieopdrachten voor diverse ensembles zoals het strijkkwartet Zapp4 of het pianotrio Travelling Light. In 2003 werkte hij samen met Dj Cycle (Erik van Putten) in Afro Lounge, een cross-over van housemuziek met Afro-Cubaanse muziek. De samenwerking met theaterregisseur Eric de Vroedt in de Soapera leidde in 2004 tot Pendant La Nuit, waarvan de gelijknamige cd werd uitgegeven. Hij speelt in projecten met Tony Overwater, Michael Moore, Michael Baird, Alan Laurillard, Estrella Acosta, Raj Mohan, Wouter Hamel, Don Byron, Giovanca Ostiana, Sandhya Sanjana, Rogier Telderman, Kamil Erdem, Claudio Puntin, Mehmet Polat, Chris Potter (saxofonist) en met musici van Senegal tot Moldavië. Sinds 2002 maakt hij deel uit van het Global Village Orchestra en was hij ook betrokken bij de albums. In 1997 ging hij met Cubaanse muzikanten naar Havana en in 2011 ging hij meerdere keren naar de studio met Turkse muzikanten in Istanboel.

## Discografie
- 1994: Vogel/Lotz, t(w)o-do: mostly harmless … (GLM Edition Collage met Tjitze Vogel)
- 1994: Lotz of Music: Puasong Daffriek (Laika met Maarten Ornstein, Stefan Schmid, Marius Beets, Stefan Kruger)
- 1990: Blue Moods with the Mark Lotz Quartet (Via Jazz met Peter Beets, Eric Doelman, Sander Tekelenburg, Marius Beets, Wim Kegel, Ben Schröder)
- 2002: Lotz of Music: Pum'kin Diaries (LopLop Records & Random Chance Records met Marc van Roon, Eric Surménian, Michael Vatcher)
- 1997-2002, 2004: Mark Lotz & Shango’s Dance: Cuban Fishes Make Good Dishes, opgenomen 1997–2002 (Loplop Records & Random Chance Records met Alexis Zayas Rosabal, Jazmin Saavedra, Ariel Bridon Romero, Jorge Martinez Galan, Estrella Acosta, Liesbeth Anker, Freila Merencio Blanco, José Pilar Suarez, Javier Campos Martinez, Jorge Nuñez Menocal, Sjahin During, Jos De Haas, Jens Kerkhoff, Arturo ‘Hueso’ Linares, Maarten Ornstein, Marc van Roon, Stefan Schmid, Jos Machtel, Eric Surménian, Liber Torrientes Mirabal, Stefan Kruger, André Pet)
- 2003: Global Village Orchestra: Globalistics (LopLop Records & Random Chance Records met Mola Sylla, Behsat Üvez, Kamil Abbas, Steven Kamperman, Akos Laki, Henk Spies, Karim Eharruyen, Tjitze Anne Vogel, Afra Mussawisade)
- 2004: Lotz of Music: Pendant la Nuit (Loplop Records met Edwin Berg, Eric Surménian, Frederic Jeanne, Alan Gunga Purves)
- 2007: Mark Lotz Meets Omar Ka, A Fula's Call: Liingu (Loplop Records & As De Pic Music met Raphael Vanoli, Omar Ka, Afra Mussawisade)
- 2009: Lotz of Music: Bite! (Loplop Records met Lysander Le Coultre, Albert van Veenendaal, Alan Gunga Purves)
- 2011: Istanbul Improv Sessions May 5’th (Loplop & re:konstruKt met Can Ömer Uygan, Alexandre Toisoul, Florent Merlet, Michael Hays, Umut Çağlar)
- 2011: Mark Lotz & Islak Köpek: Istanbul Improv Sessions May 4th (Evil Rabbit Records met Sevket Akinci, Robert Reigle, Kevin W. Davis, Volkan Terzioglu, Korhan Erel)
- 2012: Meinrad Kneer & Mark Alban Lotz: u-ex(perimental) (Evil Rabbit Records met Jodi Gilbert, Alfredo Genovesi, Guillaume Heurtebize, Dana Jessen, Mary Oliver, Yedo Gibson, Felicity Provan, Joost Buis, Koenraad Ecker, Maartje ten Hoorn)
- 2014: Solo Flutes (Loplop Records)
- 2018: Mark Lotz & Alan Purves: Food Foragers (Unit Records)
- 2019: The Wroclaw Sessions (Audio Cave)